# 謝圖鵬寺

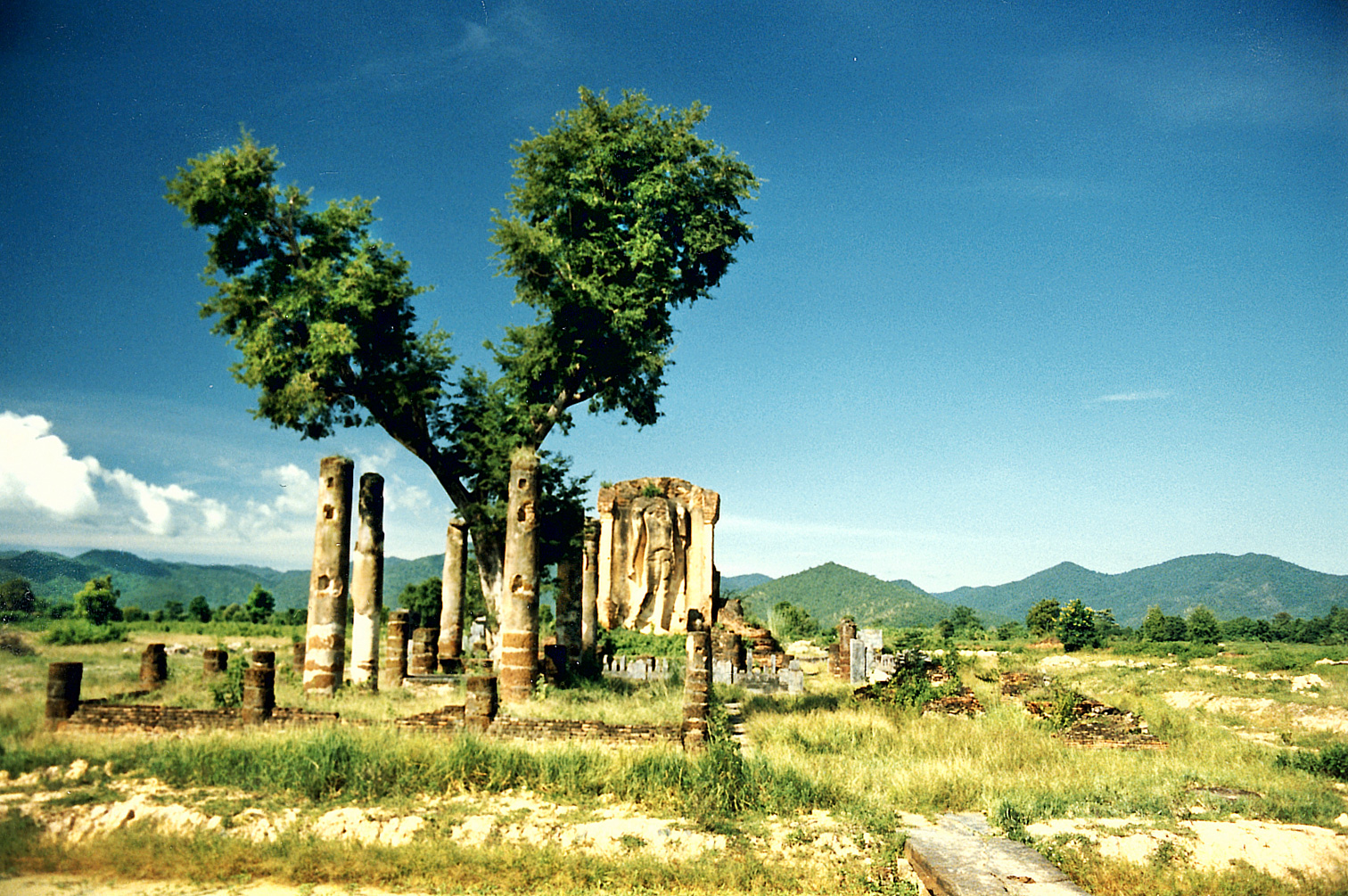
謝圖鵬寺內景點

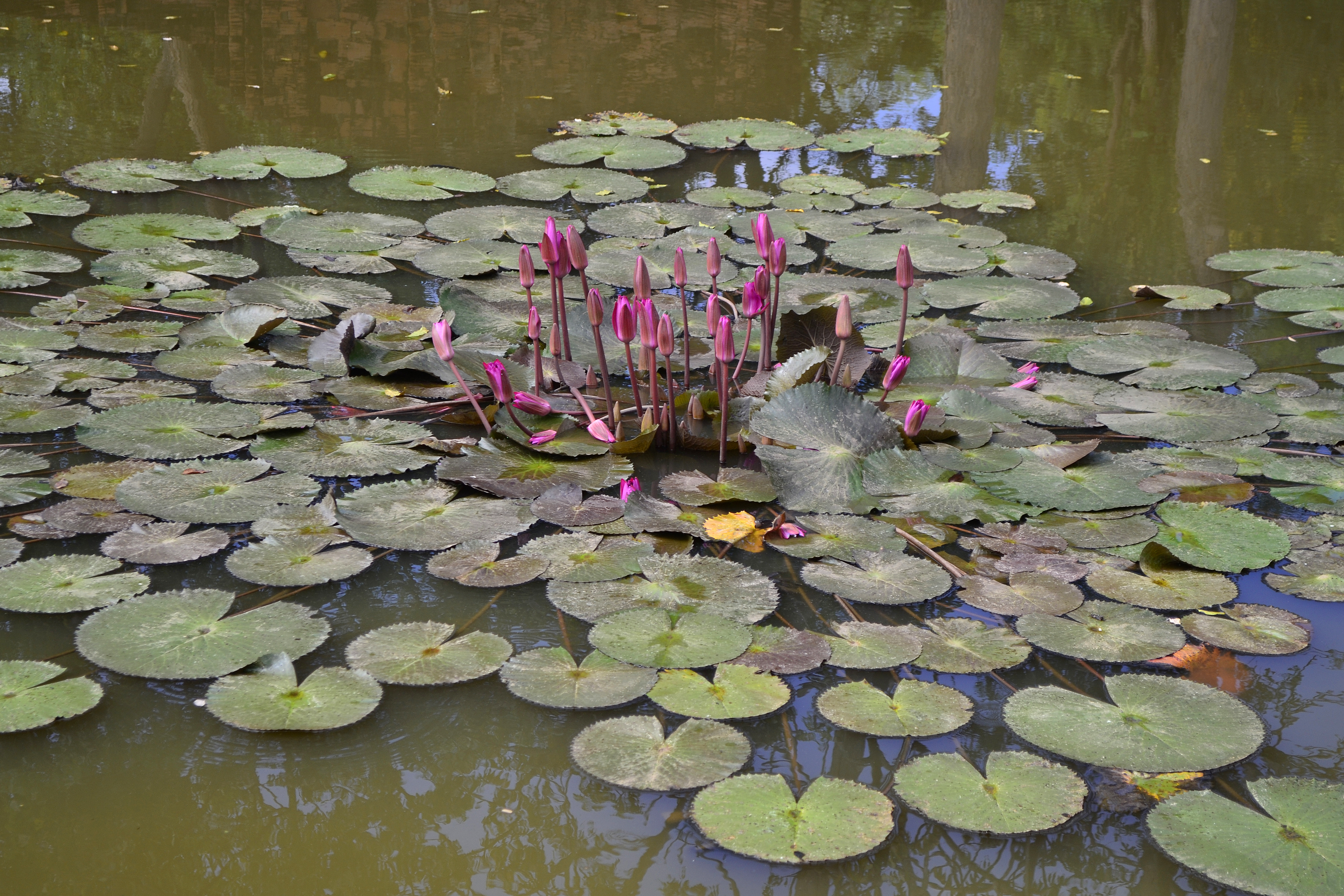
銀謝圖鵬寺內蓮池

謝圖鵬寺位於泰國素可泰府的素可泰遺蹟公園，為城南遺跡中規模最大的一處建築。謝圖鵬寺興建於14世紀（素可泰王朝時期），與瑪哈泰寺（Wat Mahathat）在同一時期建造。

## 佛像
崩塌的四面外牆分別刻有行走佛、坐佛、立佛以及臥佛等四種不同姿態的佛像。由於歲月侵蝕，所剩餘的完整佛像寥寥無幾，目前僅剩行走佛與立佛外形較為完整。行走佛的衣裾優雅的垂下，一手舉起，另一手自在地放在身旁，比例柔美和諧。

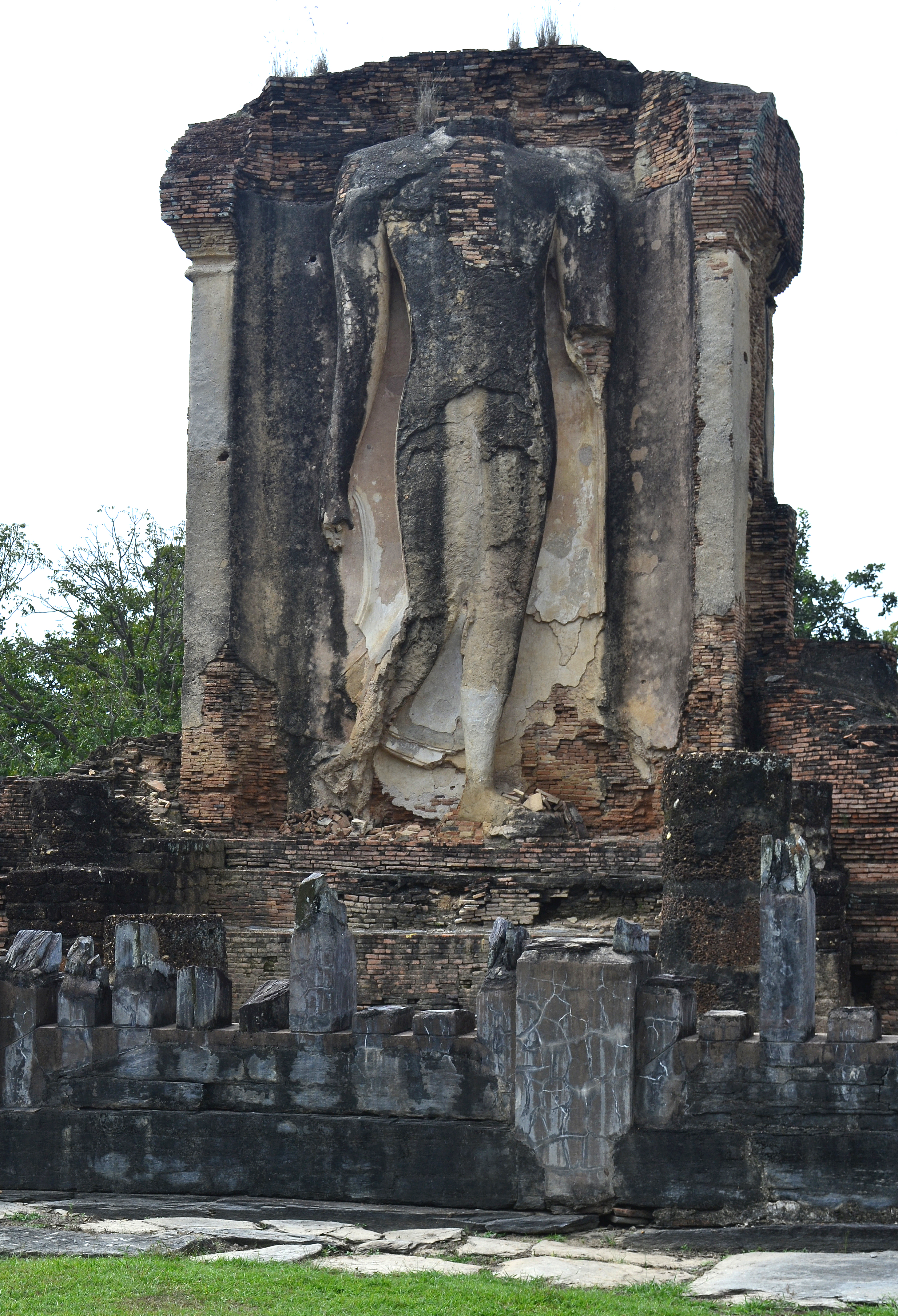
行走佛像。
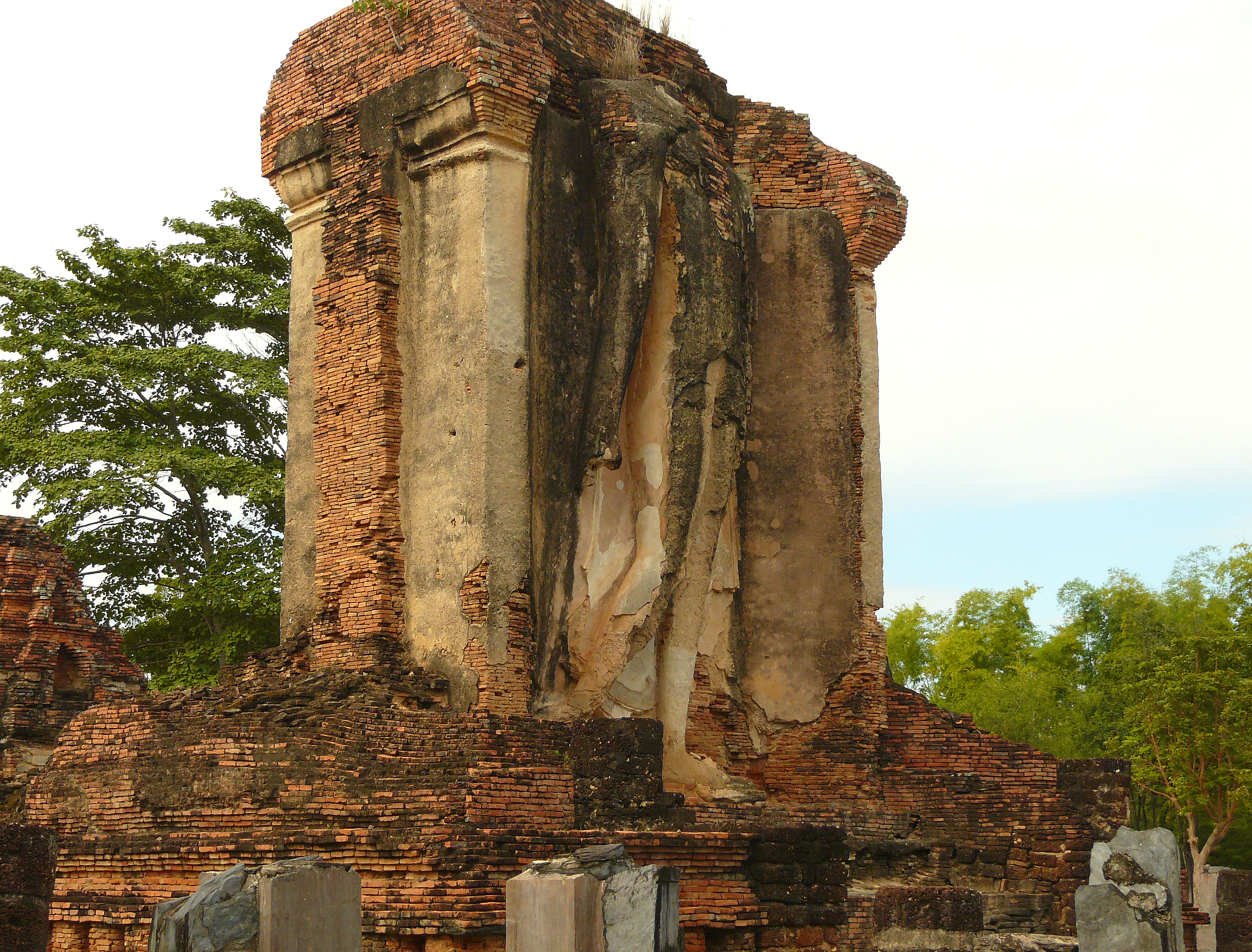
行走佛像側照。

## 特色
謝圖鵬寺最大的特徵是利用巨石板仿木質而建的護牆，並以同樣的技巧雕塑門板、窗楣。

## 外部連結
- 旅遊泰國（页面存档备份，存于）